# Ludovico Corrao
Ludovico Corrao (Alcamo, 26 giugno 1927 – Gibellina, 7 agosto 2011) è stato un politico e avvocato italiano, sindaco di Gibellina dal 1969 al 1994, nonché promotore della ricostruzione della stessa, all'indomani del terremoto del 1968 che devastò la Valle del Belìce.

## Biografia

### Attività professionale
Nato ad Alcamo, nella provincia di Trapani, era figlio di un artigiano del ferro e di una ricamatrice. 
Dopo gli studi prima in seminario e poi alla facoltà di giurisprudenza, ha esercitato l'avvocatura; già parlamentare, nel 1965 fu il legale di parte civile di Franca Viola, la prima donna in Italia a ribellarsi al matrimonio riparatore, che sfidando una società maschilista, contribuì in modo determinante a fare cancellare il delitto d’onore dal codice penale.
Corrao difese anche Graziano Verzotto, che secondo Giuseppe Lo Bianco, fu “il misterioso uomo di raccordo dell’Eni con gli ambienti del potere più oscuri in Sicilia già ai tempi dell’attentato al presidente Enrico Mattei, nella vicenda dei fondi neri dell’Ente Minerario depositati nelle banche di Michele Sindona”.

### Attività politica con la D.C. e nel milazzismo

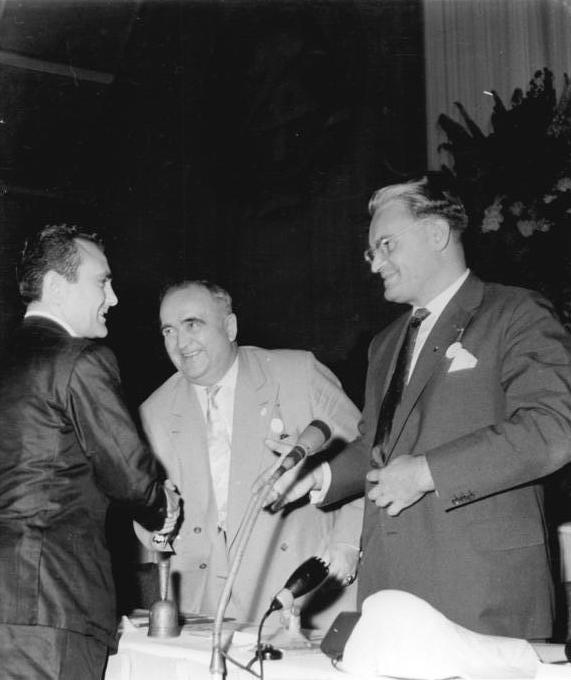
Ludovico Corrao (a sinistra) a Berlino nel 1960 con August Bach e Gerald Götting, alti dirigenti della CDU

Iniziò l'attività politica nelle ACLI e nella Democrazia Cristiana; nel 1955 viene eletto deputato all'Assemblea regionale siciliana nel collegio della provincia di Trapani nella lista Democrazia Cristiana.
Nel 1958 seguì Silvio Milazzo nella scissione dalla Dc e divenne assessore regionale ai Lavori pubblici. Fu uno dei teorici del Milazzismo. Nel 1959 fu rieletto, stavolta nell'Unione Siciliana Cristiano Sociale, sia nel collegio di Trapani che di Palermo; nominato nuovamente assessore al fianco di Milazzo nei due successivi governi, prima ai Lavori pubblici e poi all'Industria e commercio. 
Dal 1960  al 1962 fu anche sindaco di Alcamo e poi restò consigliere comunale.

### Parlamentare da indipendente di sinistra
Terminata l'era del Milazzismo, si avvicinò alla sinistra; nel 1963 venne eletto deputato alla Camera, come indipendente nella lista nel PCI, nella IV legislatura, nel collegio Sicilia occidentale. 
Dal 1968 fu eletto Senatore della Repubblica nella V legislatura nel collegio di Alcamo, e aderì al gruppo degli Indipendenti di sinistra. Nel periodo 1969-1972 divenne sindaco di Gibellina, cittadina distrutta dal terremoto del Belice del 1968. Viene rieletto senatore nel 1972 e lo resta fino al termine della legislatura, nel 1976.
Dal 1974 al 1994 ridivenne sindaco di Gibellina.
Tornò senatore nel 1994 e nel 1996, nelle legislature XII e XIII eletto col PDS nel collegio di Alcamo, fino al 2001.  Nel 2001 L'Ulivo non lo ricandidò, ma Rifondazione comunista lo mise in lista, senza tuttavia essere eletto.

### Ricostruzione di Gibellina e morte

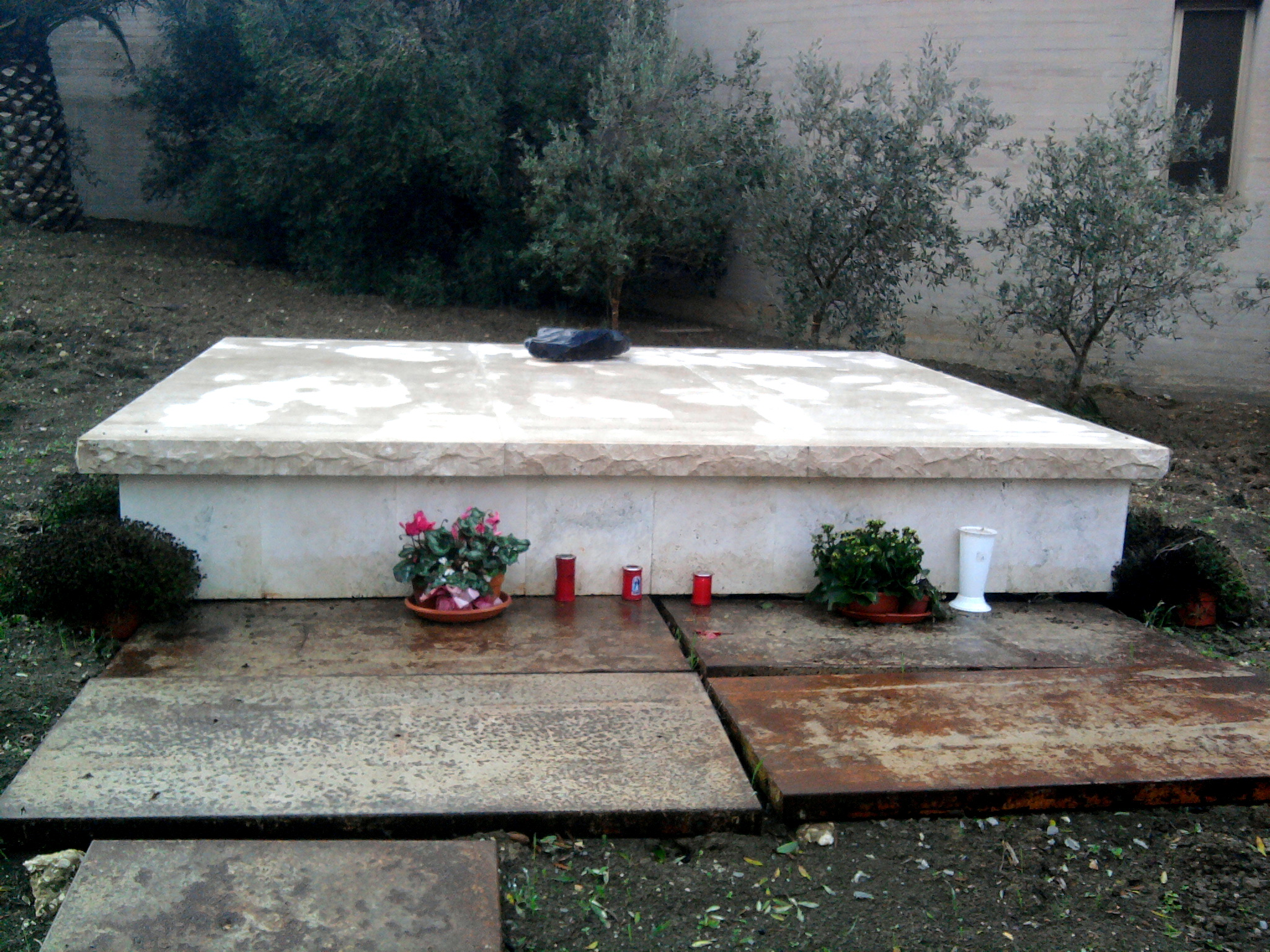
Tomba monumentale di Ludovico Corrao nel Cimitero di Gibellina con sopra poggiata una pietra nera

Da sindaco di Gibellina (1969-1972 e 1974-1994) radunò artisti e di architetti di fama nazionale, da Pietro Consagra ad Alberto Burri, da Ludovico Quaroni a Franco Purini, che riempirono la nuova Gibellina ricostruita, di opere di arte contemporanea. Restò sindaco a più riprese fino agli anni ottanta.
La sua attività culturale proseguì con la nascita nel 1981 delle Orestiadi di Gibellina, poi divenuta Fondazione nel 1992 (di cui fu presidente fino alla morte), e il Museo delle Trame Mediterranee per realizzare un dialogo tra le diverse culture mediterranee.
Nel 2005, il Presidente della Regione Siciliana Salvatore Cuffaro, gli affidò la gestione di Casa Sicilia a Tunisi, nella sede tunisina della fondazione.
Nel 2010, assieme al giornalista Baldo Carollo, Corrao pubblica Il sogno Mediterraneo,  un libro–intervista che narra sessant’anni di storia della Sicilia, rivisti da intellettuali del tempo (Leonardo Sciascia, Carlo Levi, Pietro Consagra e Danilo Dolci): qui la Sicilia è vista al centro di un dialogo tra le diverse culture del Mediterraneo, al di fuori di ogni contrapposto fondamentalismo.
Fu assassinato il 7 agosto 2011 mentre si trovava alla Fondazione Orestiadi da Saiful Islam, un bengalese di 21 anni, suo dipendente.